# Kostel svatého Václava (Rozbělesy)
Kostel svatého Václava v Děčíně-Rozbělesích je barokní sakrální stavba postavená podle plánů architekta Kiliána Ignáce Dientzenhofera stojící na Ústecké ulici v Děčíně-Rozbělesích. Chrám stojí v průmyslové zóně a je od druhé poloviny 20. století zastíněn okolními továrnami. Je chráněn jako kulturní památka České republiky.

## Historie
Stavba stojí přibližně v místech původního středověkého kostela, který byl v pramenech uváděný od roku 1363. Znovu byl tento původní kostel postaven v roce 1579, a nakonec byl stržen v roce 1731, před započetím stavby současného kostela. Se stavbou, podle Dientzenhoferových plánů, bylo započato roku 1732, ale pro nedostatek peněz se jeho stavba protáhla na padesát let. Dokončen by až roku 1783 podle projektu upraveného místním stavitelem v thunovských službách Janem Václavem Koschem (1718–1798). Tento hraběcí zednický mistr zahynul během stavebních prací při přestavbě děčínského zámku. K větší opravě došlo v roce 1936. Od 50. let 20. století sloužil jako skladiště. I přes dílčí opravy se dodnes nachází tato barokní památka ve velmi vážném stavu. Na počátku 21. století existuje iniciativa o opravu této barokní kulturní památky.

### Program záchrany architektonického dědictví
V rámci Programu záchrany architektonického dědictví bylo v letech 1995–2014 na opravu památky čerpáno 7 300 000 Kč.
| rok    | 1998  | 1999  | 2000 | 2001  | 2002  | 2003  | 2014 |
| ------ | ----- | ----- | ---- | ----- | ----- | ----- | ---- |
| částka | 2 000 | 1 000 | 400  | 1 000 | 1 000 | 1 000 | 900  |

## Architektura

### Exteriér
Jedná se o podélnou stavbu s osmibokou lodí. Presbytář je obdélný. Kostel má apsidu a dva postranní přístavky. Průčelí je dvouvěžové, členěné pilastry, které jsou zdvojeny na středí, vyhloubené části. V ose kostela je obdélný portál s bočními pilastry a polokruhově ukončené okno s klenákem. Střední část je zakončena segmentovaným štítem s nástavcem s trojúhelníkovým ukončením, nikou a bočními volutovými zdmi. Nad bočními osami průčelí obou věží se zaoblenými nárožími, lizénovým rámci a okny s odsazeným polokruhem jsou cibulové báně. Na bočních fasádách jsou zdvojené a podložené lizény, obdélná okna zakončená odsazeným polokruhem s velkým klenákem a oválná okna v kladí. Kostel kryje mansardová střecha.

### Interiér
Presbytář je obdélný. Je sklenut plackou a v závěru paprsčitě. Stěny jsou členěny podloženými pilastry a svazky pilastrů. Loď je osmiboká s bočními vysokými slepými arkádami, které jsou v úhlopříčkách rámované dvěma pilastry s úseky kladí a segmentovanou sponou. Loď je zaklenuta plochou oválnou kupolí. Kruchta kostela je konvexně vyložena do prostoru a je podklenuta plackou. Sakristie má valenou klenbu s navzájem se stýkajícími lunetami.

## Vybavení kostela
K vybavení kostela patří hlavní rokokový oltář. Je portálový a nověji upravený. Oltář má barokní obraz sv. Václava mezi anděli a sochy sv. Josefa, Ivana a Boha Otce. Je doplněn i o nový obraz Panny Marie. Dva protějškové boční oltáře pocházejí z konce 18. století, avšak byly nově upraveny. Jeden z nich má obraz Zvěstování Panny Marie, který pochází z doby výstavby kostela, a sochy sv. Josefa a Anny. Druhý, pocházející z 19. století, má obraz Ukřižování a sochy sv. Antonína a zřejmě Kláry. Kazatelna je z 2. poloviny 18. století. Je klasicistní se sochami sv. Jana Křtitele a Jana Evangelisty na meandrových konzolách a se sochou sv. Petra na stříšce. Autorem je řezbář, který vyzdobil i hlavní oltář. Kamenná křtitelnice pochází ze 17. století. K interiéru patří i velký barokní krucifix. Vybavení kostela je na začátku 21. století, z důvodu špatného stavu kostela, v depozitáři.